# Chromis ovatiformis
Chromis ovatiformis är en fiskart som beskrevs av Fowler, 1946. Chromis ovatiformis ingår i släktet Chromis och familjen Pomacentridae. Inga underarter finns listade i Catalogue of Life.